# Eremias pleskei
Espèce
Statut de conservation UICN

 CR A2c : 
En danger critique
Eremias pleskei est une espèce de sauriens de la famille des Lacertidae.

## Répartition
Cette espèce se rencontre dans le nord-est de la Turquie en Arménie, en Azerbaïdjan et dans le nord-ouest de l'Iran.

## Étymologie
Cette espèce est nommée en l'honneur de Fedor Dimitrievich Pleske (1858–1932).

## Publication originale
- Nikolsky, 1905 : Herpetologia rossica. Mémoires de l'Académie des Sciences de St.-Pétersbourg, vol. 17, no 1, p. 1-518.